# Ho, Ho, Ho
Albums de RuPaul
Foxy Lady
(1996) Red Hot
(2004)
Ho, Ho, Ho (officiellement intitulé VH1 Presents RuPaul Ho Ho Ho) est un album de chansons de Noël de la drag queen américaine RuPaul, sorti le 28 octobre 1997.

## Liste des chansons
| No  | Titre                                                                 | Durée |
| --- | --------------------------------------------------------------------- | ----- |
| 1.  | With Bells On (en duo avec Michelle Visage)                           | 3:35  |
| 2.  | RuPaul The Red-Nosed Reindeer                                         | 3:32  |
| 3.  | All I Want For Christmas                                              | 3:25  |
| 4.  | Santa Baby                                                            | 4:46  |
| 5.  | All Alone On Christmas                                                | 3:12  |
| 6.  | Christmas Train (Medley)                                              | 3:47  |
| 7.  | Christmas Nite (en duo avec Latasha Spencer)                          | 7:35  |
| 8.  | Funky Christmas (Christmas At My House)                               | 2:40  |
| 9.  | I Saw Daddy Kissing Santa Claus                                       | 2:49  |
| 10. | Here Comes Santa Claus (Right Down Santa Claus Lane)                  | 2:57  |
| 11. | You're A Mean One, Mr. Grinch                                         | 4:47  |
| 12. | Hard Candy Christmas (en duo avec Michelle Visage & Barbara Mitchell) | 4:50  |
| 13. | Celebrate (New Year's Remix)                                          | 8:11  |

## Crédits
| - RuPaul : producteur exécutif - Latasha Spencer : chant - Michelle Visage : chant - Fenton Bailey : producteur exécutif - Randy Barbato : producteur exécutif - Pete Lorimer : arrangements - Richard "Humpty" Vission : arrangements - Dennis Mitchell : ingénieur - Roger Arnold : assistant ingénieur, ingénieur, chant - Brian Alex : assistant | - Kelly Bienvenue : assistante - Lee Genesis : assistante - Barbara Mitchell : assistante - Yolanda Wyns : assistante - Michael Hacker : producteur, remixage - Michael Rosenman : producteur, remixage - Joe Carrano : programmage, producteur, ingénieur, mixage - Dan Hersch : mastering - Rachel Gutek : design - Hugh Brown : direction artistique |

## Classement hebdomadaire
| Classement (1997) | Meilleure position | Certification | Ventes |
| ----------------- | ------------------ | ------------- | ------ |
| Heatseekers       | 27                 | -             | -      |